# 7604 Kridsadaporn
7604 Kridsadaporn è un asteroide areosecante. Scoperto nel 1995, presenta un'orbita caratterizzata da un semiasse maggiore pari a 3,1148015 UA e da un'eccentricità di 0,5738063, inclinata di 20,44805° rispetto all'eclittica.